# Kim Lip
Kim Jeong-eun (Hangul: 김정은; sinh ngày 10 tháng 2 năm 1999) thường được biết đến với nghệ danh Kim Lip (Hangul: 김립) là một ca sĩ người Hàn Quốc, thành viên của nhóm nhạc nữ Hàn Quốc Loona.

## Sự nghiệp
Tháng 5 năm 2017, Kim Lip được công bố là thành viên thứ sáu của nhóm nhạc nữ Loona, và phát hành album đĩa đơn Kim Lip bao gồm bài hát chủ đề "Eclipse". Tháng 6 năm 2017, cô góp mặt trong bài hát "Love Letter" trong album đĩa đơn của JinSoul, thành viên thứ bảy của Loona. Tháng 9 năm 2017, Kim Lip trở thành thành viên nhóm nhỏ thứ hai của Loona với tên gọi Loona Odd Eye Circle. Tháng 1 năm 2018, cô góp mặt trong bài hát "See Saw" trong album đĩa đơn của Go Won, thành viên thứ mười một của Loona. Kim Lip chính thức ra mắt trong đội hình hoàn chỉnh của Loona vào tháng 8 năm 2018.

## Danh sách đĩa nhạc

### Album đĩa đơn
| Tên     | Thông tin chi tiết                                                                                     | Thứ hạng cao nhất | Doanh số     |
| Tên     | Thông tin chi tiết                                                                                     | HQ                | Doanh số     |
| ------- | --- | ----------------- | ------------ |
| Kim Lip | - Ngày phát hành: 23 tháng 5 năm 2017 - Hãng đĩa: Blockberry Creative - Định dạng: CD, nhạc số, stream | 18                | - HQ: 13.320 |

### Đĩa đơn
| "Eclipse"                                                                                   | 2017 | — | — | — | Kim Lip |
| "—" cho biết bài hát không lọt vào bảng xếp hạng hoặc không được phát hành tại khu vực này. |      |   |   |   |         |